# Afrikaspiele 2023/Tischtennis
Bei den Afrikaspielen 2023 in der ghanaischen Hauptstadt Accra fanden vom 4. bis 10. März 2024 im Tischtennis insgesamt sieben Wettbewerbe statt, davon je drei bei den Männern und bei den Frauen sowie ein gemischter Wettbewerb. Austragungsort war  das Accra International Conference Centre.

## Bilanz

### Medaillenspiegel
| Platz  | Land       | Gold | Silber | Bronze | Gesamt |
| ------ | ---------- | ---- | ------ | ------ | ------ |
| 1      | Ägypten    | 6    | 2      | 3      | 11     |
| 2      | Algerien   | 1    | 1      | 3      | 5      |
| 3      | Nigeria    | —    | 3      | 3      | 6      |
| 4      | Tunesien   | —    | 1      | 2      | 3      |
| 5      | Madagaskar | —    | —      | 1      | 1      |
| 5      | Senegal    | —    | —      | 1      | 1      |
| 5      | Südafrika  | —    | —      | 1      | 1      |
| Gesamt | Gesamt     | 7    | 7      | 14     | 28     |

### Medaillengewinner
Männer
| Disziplin  | Gold                                                                                | Silber                                                                 | Bronze                                                                                 |
| ---------- | ----------------------------------------------------------------------------------- | ---------------------------------------------------------------------- | -------------------------------------------------------------------------------------- |
| Einzel     | Omar Assar                                                                          | Quadri Aruna                                                           | Ibrahima Diaw                                                                          |
| Einzel     | Omar Assar                                                                          | Quadri Aruna                                                           | Mohamed El-Beiali                                                                      |
| Doppel     | Mehdi Bouloussa Stéphane Ouaiche                                                    | Khalid Assar Mohamed Shouman                                           | Youssef Abdel-Aziz Mohamed El-Beiali                                                   |
| Doppel     | Mehdi Bouloussa Stéphane Ouaiche                                                    | Khalid Assar Mohamed Shouman                                           | Matthew Kuti Taiwo Mati                                                                |
| Mannschaft | ÄgyptenYoussef Abdel-Aziz Omar Assar Khalid Assar Mohamed El-Beiali Mohamed Shouman | NigeriaQuadri Aruna Matthew Kuti Taiwo Mati Amadi Omeh Olajide Omotayo | AlgerienMaheidine Bella Mehdi Bouloussa Milhane Jellouli Sami Kherouf Stéphane Ouaiche |
| Mannschaft | ÄgyptenYoussef Abdel-Aziz Omar Assar Khalid Assar Mohamed El-Beiali Mohamed Shouman | NigeriaQuadri Aruna Matthew Kuti Taiwo Mati Amadi Omeh Olajide Omotayo | TunesienYoussef Ben Attia Wassim Essid Khalil Sta                                      |

Frauen
| Disziplin  | Gold                                                                        | Silber                                                                            | Bronze                                                              |
| ---------- | --------------------------------------------------------------------------- | --------------------------------------------------------------------------------- | ------------------------------------------------------------------- |
| Einzel     | Hana Goda                                                                   | Dina Meshref                                                                      | Lucie Mobarek                                                       |
| Einzel     | Hana Goda                                                                   | Dina Meshref                                                                      | Offiong Edem                                                        |
| Doppel     | Mariam Al-Hodaby Marwa Al-Hodaby                                            | Fadwa Garci Abir Haj Salah                                                        | Fatimo Bello Offiong Edem                                           |
| Doppel     | Mariam Al-Hodaby Marwa Al-Hodaby                                            | Fadwa Garci Abir Haj Salah                                                        | Lucie Mobarek Lynda Loghraibi                                       |
| Mannschaft | ÄgyptenMariam Al-Hodaby Marwa Al-Hodaby Hana Goda Yousra Helmy Dina Meshref | NigeriaSukurat Aiyelabegan Fatimo Bello Offiong Edem Esther Oribamise Hope Udoaka | TunesienFadwa Garci Abir Haj Salah Maram Zoghlami                   |
| Mannschaft | ÄgyptenMariam Al-Hodaby Marwa Al-Hodaby Hana Goda Yousra Helmy Dina Meshref | NigeriaSukurat Aiyelabegan Fatimo Bello Offiong Edem Esther Oribamise Hope Udoaka | SüdafrikaLailaa Edwards Musfiquh Kalam Danisha Patel Rochica Sonday |

Mixed
| Disziplin | Gold                                | Silber                         | Bronze                                     |
| --------- | ----------------------------------- | ------------------------------ | ------------------------------------------ |
| Doppel    | Youssef Abdel-Aziz Mariam Al-Hodaby | Stéphane Ouaiche Lucie Mobarek | Mohamed El-Beiali Marwa Al-Hodaby          |
| Doppel    | Youssef Abdel-Aziz Mariam Al-Hodaby | Stéphane Ouaiche Lucie Mobarek | Fabio Rakotoarimanana Hanitra Raharimanana |